# 野ゆき山ゆき海べゆき
『野ゆき山ゆき海べゆき』（のゆきやまゆきうみべゆき）は、日本テレビ放送網／株式会社アート・シアター・ギルド／株式会社バップ提携による、1986年の日本映画。企画・製作協力は株式会社ピー・エス・シー（創立十周年記念作品）。1986年キネマ旬報読者選出ベストテン10位。
題名は原作と同じ佐藤春夫の詩「少年の日」の一節から取られた。

## あらすじ
太平洋戦争で若者たちが出征してゆく時代、瀬戸内の小さな港町では、小学生たちが東西に分かれ、町を舞台に無邪気な｢わんぱく戦争｣を繰り広げていた。お調子者だが気のいい須藤総太郎は、転校生の姉である美しい”お昌ちゃん”への恋心を募らせて行く。しかし、お昌ちゃんの恋人は、山で切り出した木を川で下流に運ぶ、筏乗りの早見勇太だった。
お昌ちゃんの父親は酒びたりの男で、借金のかたにお昌ちゃんを女郎屋に売る話をまとめてしまった。売られた娘たちが船で町を離れる日、奇想天外な奪還作戦を決行する小学生たち。だが、親に売られた娘たちに帰る家はない。女郎屋に行くしか生きる術がないのだ。
出航する船からお昌ちゃんを救ったのは、恋人の早見勇太だった。軍隊に召集された勇太は、脱走して港に駆けつけたのだ。小船で逃げる勇太とお昌ちゃん。しかし、脱走兵の勇太はライフルで射殺されてしまった。小船ごと炎上し、炎の中に消える勇太とお昌ちゃん。
事件後、怒りや悲しみで、もはや子供でいられなくなった総太郎たちは、戦争に加担する大人たちを懲らしめて、最後の悪い遊びを終えるのだった。

## スタッフ
- 監督・編集：大林宣彦
- 製作指揮：佐々木史朗・大林恭子
- 製作：波田腰晋二・溝口至
- プロデューサー：森岡道夫・横山宗喜・伊藤梅男
- 原作：佐藤春夫「わんぱく時代」（偕成社刊／新潮文庫刊より）
- 脚本：山田信夫
- 協力監督：小倉洋二
- 撮影監督：阪本善尚（J・S・C）
- 美術デザイン：薩谷和夫
- 音響デザイン：林昌平
- 照明：高野和夫
- 録音：稲村和巳
- 美粧：岡野千江子
- 結髪：江藤芳照
- 衣装：山田実
- 衣装監修：宮崎順二
- 記録：石田芳子
- 動画：島村達雄
- 音楽：大林宣彦　挿入歌「少年の日」（佐藤春夫・詩、佐藤方哉・作曲）／「筏流しの歌」（熊野古民謡・詩、大林宣彦・作曲）
- 声演：石上三登志
- 刺青：栩野幸知
- 現像：IMAGICA
- 録音所：アバコクリエイティブスタジオ
- 特機：大島豊
- 宣伝写真：久井田誠
- 助監督：吉田多喜男・中村洋二郎・佐藤隆之
- 協力：広島県尾道市・福山市鞆町・福山市松永町・御調郡向島町・府中市・和歌山県新宮市・東牟婁郡北山村・海上保安庁

## キャスト
- お昌ちゃん：鷲尾いさ子（第一回主演作品）
- 須藤総太郎：林泰文
- 大杉栄：片桐順一郎
- 尾上瑞枝：正力愛子
- 青木中尉：佐藤浩市
- 北川先生：竹内力
- 早見勇太：尾美としのり
- 女衒の清六：佐藤允
- 権造：小林稔侍
- 参次：栩野幸知
- 入道：大前均
- 小使さん：大泉滉
- 田端軍曹：ガッツ石松
- ボンちゃんの父：坊屋三郎
- 大杉の父：峰岸徹
- 大山：山本学司
- ボンチャン：西島剛
- チビ：多賀基史
- デブ：高柳崇
- サキ：林優枝
- ハル：柿崎澄子
- ユキ：桂川昌美
- 大杉の母：根岸季衣
- 須藤の母：入江若葉
- 地蔵参りの老婆：浦辺粂子
- 遺骨を抱く老婆：原泉
- 老漁師：泉谷しげる
- 酒屋の親父：柄本明
- サキの父：坂田明
- ハルの母：赤座美代子
- サキの母：吉行和子
- 番台のおかみ：中原早苗
- 校長先生：宍戸錠
- 須藤の父：三浦友和

## 製作

### 企画
大林は10代半ばの頃に佐藤春夫原作の『わんぱく時代』を読み、『さびしんぼう』と共に古くから映画の発想はしていた。佐藤は九代続いた医者の息子で六代続いた自分とよく似たものを感じていた。『転校生』が日本テレビで3年続けてゴールデンウィークに放送され、高視聴率を獲ったことから、日本テレビから「『転校生』のような映画をもう一本同じチームで作りたい」と話が来たため、日本テレビとATG、大林の会社PSCの三社共同で制作が決まった。
『さびしんぼう』に続いて富田靖子をヒロインに準備していたが、富田の所属事務所・アミューズから「女優もいいけど歌手をやらせるから」と断られた。それで14歳の少女にふさわしい新人を探していたら、全日空のポスターに映るエキゾチックな黒い瞳の少女が目に入った。背が高過ぎて本作のヒロインのイメージとは違うが一応連絡を取ったら、鷲尾いさ子が「会いたい」と言ってきて会った。14歳には見えなかったが、せっかくだからお昌ちゃんのセリフを読んでもらったら、"キリリと背筋が伸びた"という言葉を、まさに肉体にしたような、美しい日本語を使うその声にスタッフ一同、「ここにお昌ちゃんがいた」と即決で抜擢が決まった。このため富田で準備していた演出プラン総てが変更された。棒読み台詞、過剰なカメラワーク、小道具や黒白の陰影なども鷲尾の存在からの発想だった。衣装は富田で準備していた物をそのまま背の高い鷲尾に着せているため、寸足らずとなっている。

### キャスティング
鷲尾は女優やタレントではなくモデルで他の仕事をしておらず、クランクインの40日も前からずっと毎日撮影所に通って来た。その間、着物と下駄を履いて撮影所で過ごし、映画作りの準備をずっと見た後、クランクイン初日の最初にキャメラが回ったときに、感極まって泣き、「これからワンカットごとに泣いちゃうかもしれない」と言った。　
鷲尾と一日遅れで現れ、お昌ちゃん役を逃したのが尾上瑞枝を演じた正力愛子。鷲尾に会う前のお昌ちゃんのイメージは正力がぴったりだった。正力はトイレでお尻を覗かれる役を演じた。
役は分からないが、大林が高柳良一に出演を強引に誘っていたが、就職試験とだぶり、そのまま芸能界も引退した。

### 脚本
大林が山田信夫が蔵原惟繕と組んだ1964年の『執炎』（日活）が好きで「わんぱく時代」を映画にすると決まって、山田に手紙を書き脚本を頼んだ。山田の言葉をなぞってない、言葉のイマジネーションだけの脚本に触発されて、全編フィックス撮影などを思いついた。

### 撮影
登場人物全員の棒読み台詞に学芸会とも揶揄されたが、勿論演出上の狙いである。「上手な演技で感動してもらうより、明晰な言葉そのものから紡ぎ出される、観客の想像力にこそ、この映画世界を委ねてみたいと考えた。逆接のようだが、映画において、最も不自由なのは、映像が見えてしまうということである。そしてその映像はいつでもより自然さを要求される。ぼくはそれに抵抗することで、この映画の読者のいわば文学的想像力に挑戦してみたのである。それがぼくにとって、佐藤春夫を映画で語るということの、最も魅力的な方法だった。それによってまた、この映画は、より過剰な映画的な映画になったともぼくは信じている」などと大林は解説している。
叙情詩としての大きなスケールの中で描くべく、カメラは全てフィックス撮影で、ズームなし、カメラ移動もなしで、主観的な感情の流れを誘う表現はすべて排除している。このため撮影の阪本善尚が小津安二郎作品を繰り返し見て研究した。唯一の移動撮影である川下りのシーンは福山市松永町と和歌山県新宮市の別々の川で撮影した。
大林と尾道で多くの映画を撮った撮影の阪本善尚は、「尾道はどんどんありふれた海辺の観光地になっていきましたが、『野ゆき山ゆき海べゆき』は、ある意味で失われゆく尾道に対する思いが凝縮された非常にさびしい映画でもあり、僕はとても好きな作品です」と話している。
須藤総太郎を演じる林泰文は勿論、大林の幼少時代の投影である。段々、周りの大人たちが次第におかしくなっていく様を大林の目線で描く。

### 音楽
音楽は大林と自主映画時代から仲間だった宮崎尚志がいい曲を作っていた。ところがドラマチック過ぎる曲が、ドラマチックにしたくなかった大林がこの映画には合わないと却下した。宮崎との仕事はこれが最後になった。このため大林が自分で劇伴を考え、『ユーモレスク』やオーケストラの音楽を合わせてみたが、合わずに結局音楽を排除した。その代わり主要人物のひとりひとりが主題曲を持ち、登場するたびに一節唄う。

## モノクロ版とカラー版
劇場公開時には「質実黒白オリジナル版」「豪華総天然色普及版」と称し、それぞれモノクロ、カラー版が同時期に東京の二館のみで劇場公開されている。
- 大林はモノクロで撮りたいと考えたが、最初からテレビ放映を前提としているため、テレビでモノクロは辛いため、劇場用をモノクロ、テレビをカラーという二つを分けたプロジェクトにした[2]。モノクロとカラーフィルムを別々に撮るのではなく、撮影自体はカラーフィルムのみで撮影し、現像でカラーとモノクロを分ける方法。大林によればカラーネガをモノクロに現像すると実に洗練された美しいモノクロができるという[2]。アナーキーな鳴滝組の頃の日本映画の画調を出したくて東洋現像（IMAGICA Lab.）と2～3ヵ月大格闘し、独特の雰囲気を持つ画調を再現させた[2]。大林は自身でこれを〈テクノ・モノクロ〉と呼んでいる[2]。こちらはモノクロに合わせた編集が施され、音楽もまったく異なる[2]。
- 最初のソフト化、ビデオの発売は「豪華総天然色普及版」のカラー版のみ。モノクロの「質実黒白オリジナル版」版はしばらくビデオ化もされず、各地の特別な上映会等でしか見ることのできない「幻の作品」となっていたが、2001年発売のDVD化にあたり「質実黒白オリジナル版」「豪華総天然色普及版」の両方が入った2枚組で発売された。

## テレビバージョン
- 1990年夏にテレビ放送された際、放送時間に合わせるため、大林自らの手によって「豪華総天然色普及版」がテレビ用に再編集されている（「野ゆき山ゆき海べゆき テレビバーション1990」）。映画版のワンカットを少しずつ短くしてテンポをアップさせ、一切カットせずに40分も短縮させ、映画の魅力もまったく損なわれなかったという驚くべき"編集の魔術師"ぶりを見せた[12]。テレビ放送のみで、ソフト化はされていない。